# Irina Kuzmenko
Irina Kuzmenko –en ruso, Ирина Кузьменко– (Krasnoyarsk, 1995) es una deportista rusa que compite en escalada. Ganó una medalla de bronce en el Campeonato Europeo de Escalada de 2019, en la prueba de bloques.

## Palmarés internacional
| Campeonato Europeo | Campeonato Europeo | Campeonato Europeo | Campeonato Europeo |
| Año                | Lugar              | Medalla            | Prueba             |
| ------------------ | ------------------ | ------------------ | ------------------ |
| 2019               | Zakopane (Polonia) | Medalla de bronce  | Bloques            |